# Mikołaj Wojciechowicz Jasieński
Mikołaj Wojciechowicz Jasieński herbu Jastrzębiec (zm. przed 5 lutego 1600) – wójt wileński w 1582 roku, pisarz wielki litewski w 1576 roku, podkomorzy wileński w latach 1571–1600, starosta luboszański.
Studiował na Akademii Krakowskiej, sekretarz Stefana Batorego.